# CGS (azienda)

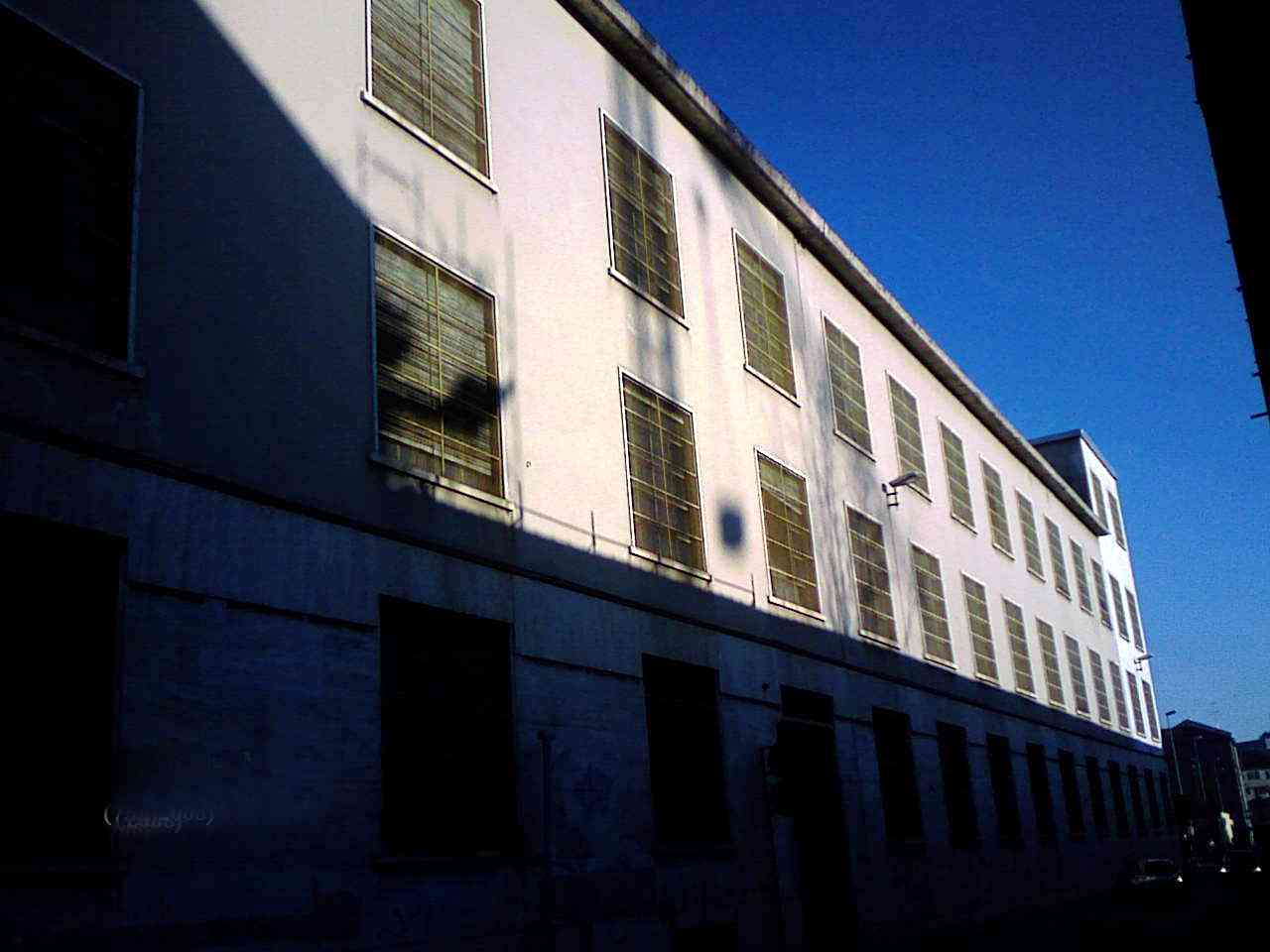
Sede della CGS in via Marsala a Monza

La C.G.S. (acronimo di Centimetro-Grammo-Secondo, nome del sistema di misura in uso all'epoca), è stata un'importante azienda elettromeccanica di Monza, con sede e stabilimento in via Umberto I angolo via Marsala. 

## La storia

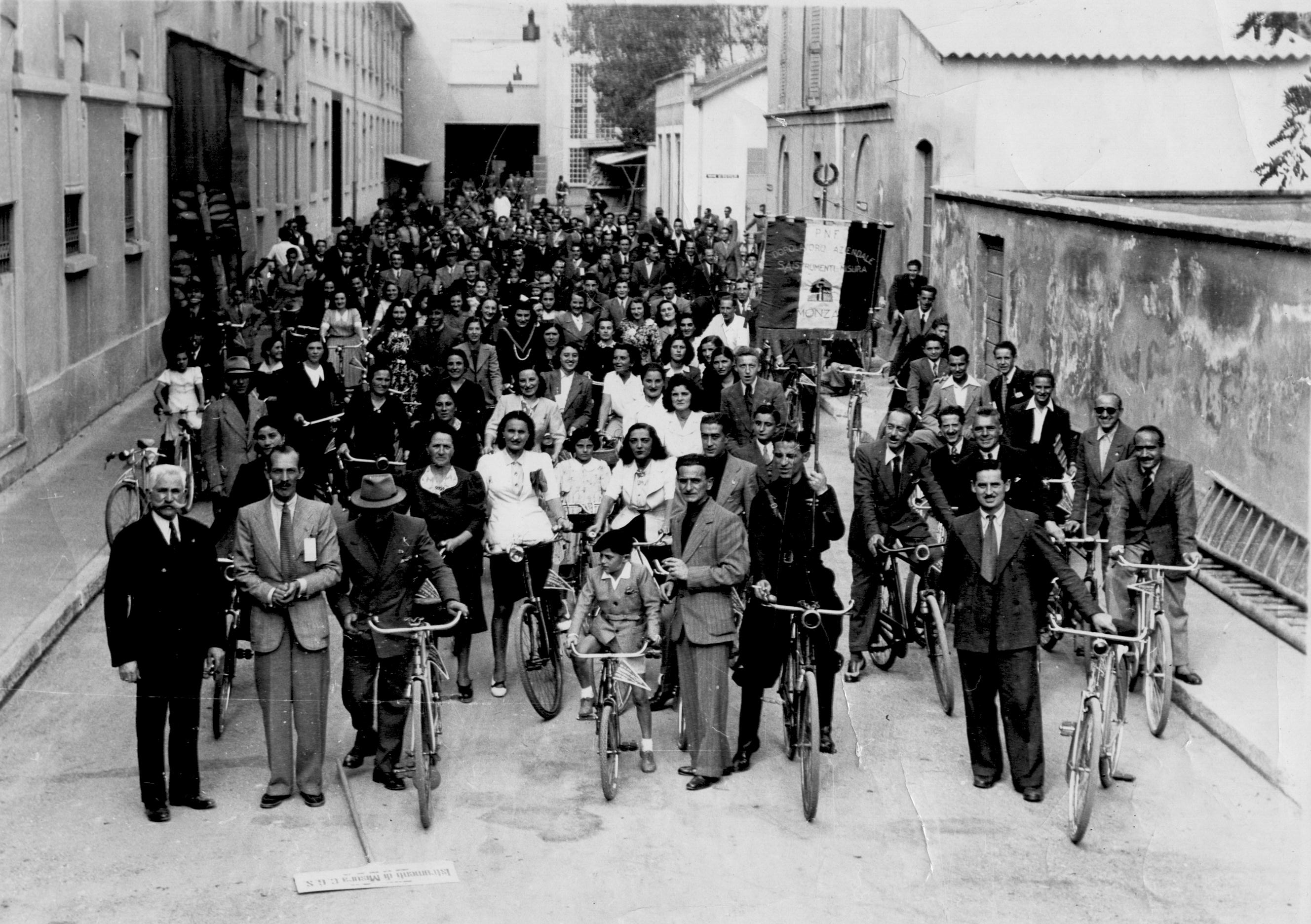
Le maestranze riunite nel cortile della CGS nel 1941

Fondata da Camillo Olivetti nel 1904 (che aveva trasferito in Brianza la sua prima ditta, creata a Ivrea nel 1894), la C.G.S. - Società Anonima per Istrumenti elettrici (questo il nome completo) produceva apparecchiature elettriche e trasformatori, arrivando ad avere fino a 1800 dipendenti nel suo periodo di massima espansione  col nome di Istrumenti di misura C.G.S.
Negli anni '70, in seguito alla grave crisi petrolifera che colpì l'economia occidentale a partire 1973, cominciò la decadenza di questa importante azienda monzese. Il declino culminò negli anni '80 del XX secolo, con pesanti ripercussioni sull'economia locale e dopo gli scioperi delle maestranze, ma la tradizione nel campo dei trasformatori di misura iniziata nel lontano 1896, proseguì successivamente con il nome di Marconi Automazione fino alla fine degli anni '90 e poi con il nome Alstom CGS fino al 2008 quando l'azienda cambiò sede e si trasferì dalla storica sede di via Marsala in via Walter Fontana, sempre a Monza, con il nome di CGS Instrument Transformers s.r.l.
Il complesso industriale si trova dirimpetto all'ex Ditta Alfredo Zopfi (mulini), poi Società Anonima Meccanica Lombarda (mulini e aerei), poi Singer (macchine da cucire), ecc., costituendo in tal modo lo storico polo industriale di Monza.
Oggi il fronte dello stabilimento che prospetta su via Solferino, dove si trovavano gli uffici dell'azienda, è sede dal 2016 della International School of Monza, mentre, il fronte meridionale, che si affaccia su via Marsala è diventato succursale per il liceo linguistico e delle scienze umane Carlo Porta e lo diventerà presto anche per il liceo classico e musicale Bartolomeo Zucchi . 
La sua struttura architettonica, in stile razionalista, si stacca nettamente dal contesto urbano circostante anche per il suo paramento litico bianco, quasi a voler sottolineare una netta cesura con il passato, perlomeno architettonico, costituito dal vecchio ospedale S.Gerardo in stile neoclassico che prospetta sull'altro fronte dello stabilimento.